# Ida Mlakar
Ida Mlakar Črnič, slovenska otroška pisateljica in knjižničarka, * 26. maj 1956, Kranj.

## Življenje
Odraščala je v rojstnem kraju. Njen oče je bil čevljar, pisal je pesmi in se zanimal za filozofijo. V študijskih letih je pisala poezijo, kasneje radijske igre in kratke lirične tekste. Študirala je slavistiko na Filozofski fakulteti v Ljubljani, kot absolventka pa se je zaposlila v knjigarni Konzorcij. Delala je tudi na Slovenski akademiji znanosti in umetnosti v Sekciji za zgodovino slovenskega jezika, nato pa se je zaposlila kot višja knjižničarka v knjižnici Otona Župančiča v Ljubljani kot vodja bibliopedagoških dejavnosti za otroke. Tu je vodila ure pravljic, organizirala popoldanska popotovanja s knjižico pod naslovom Pravljična popotovanja in sourejala vsakoletni Priporočilni in pregledni seznam mladinskih knjig po temah, zvrsteh in žanrih. Piše članke za brezplačno prilogo revije Za starše, ki izhaja poleg Cicidoja in Cicibana. Sinova Jan in Izidor sta bila njena prva poskusna bralca. Ida Mlakar lirično popisuje medčloveške odnose. 

## Pravljice in slikanice
- Bibi in Gusti: Najboljše zgodbe (2019) (COBISS)
  - Kako sta Bibi in Gusti preganjala žalost (2004)
  - Kako sta Bibi in Gusti porahljala prepir (2006)
  - Kako sta Bibi in Gusti udomačila kolo (2007)
  - Kako sta Bibi in Gusti sipala srečo (2010)
- Ko hiše zaplešejo (2019)
- Tu blizu živi deklica (2019)
- Burtai šmurtai (2018)
- Čarabaralo (2018)
- O kravi, ki je lajala v luno (2015)
- Cipercoperček; Xiaowushi de taoxue mozhou [prevod v kitajščino] (2014)
- Magic spells (2012)
- O miški, ki je brala pravljice --- in češnje (2012)
- Čarmelada (2008)
- Ciper coper medenjaki (2008)
- Zafuclana prejica/pravljica (2009)
- Kodrlajsa in treskbum trobenta (2009)

Nagrade
Knjiga Kako sta Bibi in Gusti preganjala žalost je bila leta 2005 nominirana za Izvirno slovensko slikanico, Leta 2007 pa je bila nominirana knjiga Kako sta Bibi in Gusti porahljala prepir. 
|  |  |  |  |  |

## Povzetki slikanic
Kako sta Bibi in Gusti preganjala žalost. Pujska Bibi je žalostna. Pujsek Gusti njeno žalost prežene z milnimi mehurčki in s protiprehladnim čajem, ker ga skrbi njeno kihanje. Pisateljica imenuje žalost z metaforo: pravi, da je »Bibi prehlajena v srce«.
Besedilo je v velikih tiskanih črkah. Na koncu sta recepta za milne mehurčke in protiprehladni čaj.  Celostranske ilustracije prikazujejo čustva junakov: žalost, veselje, skrb, ljubezen. 
Kako sta Bibi in Gusti porahljala prepir. Pujska Bibi in Gusti morata porahljati prepir, za katerega je kriva razmetana in potacana kuhinja. Črno se gledata in zmerjata, vse dokler ne ovenijo marjetice, ki jih je Bibi dobila za rojstni dan. Šele tedaj spoznata, kako neumen je njun prepir. Zgodbica ponudi preprost recept za ponovno prijateljstvo in dobro voljo: nekaj lepih in prijaznih besed. Slikanico je ilustrirala Kristina Krhin. Ilustratorka vpelje v zgodbo nov lik – belega mačkona.
Čarmelada. Coprnički Štumfa in Kuštra radi nagajata coprkuhljam. Nekega dne sta obe razdražljivi in nejevoljni. Spreta se ter v hipu pozabita, da sta bili še trenutek nazaj najboljši prijateljici. Vsaka s svojo trmo se odpravita po strmih stopnicah v temačno in zaprašeno klet, kjer strašijo duhci ter ostale grozljive pošasti. Vsaka zase prestrašeno iščeta skrivnostno čarmelado, o kateri so jima pravile coprkuhlje. Končno v najtemnejšem kotu kleti zagledata čarmelado. Trudita se na vso moč odviti pokrovček. Nenadoma se jima posveti, da so coprkuhlje vanj zaprle njuno prijateljstvo. Pokrovček nenadoma popusti, Kuštra in Štumfa pa veselo s prsti ližeta čarmelado z okusom po mandarinah (ki je njuno najljubše sadje). Nauk zgodbe je, da prijateljstva ne smemo zavreči. Ilustracije Ane Razpotnik Donati. Na koncu je recept za čarmelado iz mandarin, ki ga je napisala Mojca Menart. 
Ciper coper medenjaki. Coprnički Štumfa in Kuštra ne marata coprniške šole in njenih zdolgočasenih pravil. Slaba volja pa razsaja po vsej šoli. Odločita se, da bosta pregnali slabo voljo in tako starim coprnicam kakšno ušpičili. Zamesita prav posebno testo in spečeta ciper coper medenjake, ki preženejo slabo voljo in slabo vreme. Raznosita jih po vseh slaščičarnah po svetu. Vsi postanejo izredno dobre volje, smejejo se, veselijo… Zunaj pa veselo sije sonce. Coprkuhlje spoznajo, da jim je nekdo ukradel recept za dobro voljo. Avtorica recepta za ciper coper medenjake je Terezija Kranj. 
Pravljice z glavnima osebama Bibi in Gusti so v velikihi tiskanih črkah in namenjene otrokom od 3 do 6 let. Pravljice Čarmelada, Ciper coper medenjaki, Zafuclana prejica/pravljica in Kodrlajsa in treskbum trobenta so izšle v zbirki Kje rastejo bonboni. 